# Gigantophasma
Gigantophasma är ett släkte av insekter. Gigantophasma ingår i familjen Phasmatidae.
Kladogram enligt Catalogue of Life:
| Gigantophasma | \| \| Gigantophasma bicolor \| \| \| \| \| \| Gigantophasma pallipes \| \| \| \| |
|               | \| \| Gigantophasma bicolor \| \| \| \| \| \| Gigantophasma pallipes \| \| \| \| |
|               | Gigantophasma bicolor                                                            |
|               |                                                                                  |
|               | Gigantophasma pallipes                                                           |
|               |                                                                                  |